# Georges Mathonnet
Georges Mathonnet (ur. 4 lutego 1967) – francuski judoka.
Brązowy medalista mistrzostw świata w 1991. Startował w Pucharze Świata w latach 1990-1993 i 1995. Wicemistrz Europy w 1992, a także w drużynie w 1991. Wygrał akademickie MŚ w 1990 i trzeci w 1988. Dwukrotny medalista MŚ wojskowych. Mistrz Francji w 1993 roku.